# Karl Carstens (Schiff)
Die Karl Carstens war eine kombinierte RoRo- und Eisenbahnfähre der Deutschen Bundesbahn (DB) und der Deutschen Fährgesellschaft Ostsee (DFO), die von 1986 bis 1997 auf der Vogelfluglinie eingesetzt war.
Nach einem Umbau zur Floating Production Storage and Offloading Unit (FPSO) ist das Schiff als Helix Producer I seit 2010 für die Helix Energy Solutions Group im Golf von Mexiko eingesetzt.

## Bau und Ablieferung
Als Anfang der 1980er Jahre die Vogelfluglinie jährlich neue Beförderungsrekorde aufgestellt und die Dänischen Staatsbahnen (DSB) entsprechend immer größerer Fährschiffe eingesetzt hatte, musste die DB die voll ausgelastete Deutschland durch einen Neubau mit 60 Prozent mehr Kapazität ergänzen. Die Theodor Heuss genügte den Ansprüchen nicht mehr und war für Gefahrgüter umgerüstet worden. Der Auftrag ging am 18. Oktober 1984 an die Kieler Howaldtswerke-Deutsche Werft. Die Bundesrepublik Deutschland gewährte 12,5 Prozent Wettbewerbshilfe; eine Förderung, die eigentlich nur privaten Reedern vorbehalten war.
Das neue Flaggschiff der DB wurde nach nur 17 Monaten Bauzeit am 2. Mai 1986 abgeliefert und von Veronica Carstens auf den Namen ihres Mannes getauft. Im persönlichen Gespräch dankte der ehemalige Bundespräsident Karl Carstens den Werftarbeitern für die solide und gute Wertarbeit an „seinem Schiff“.
Mit diesem Schiff kamen erstmals Stabilisatoren gegen unruhige See zum Einsatz. Die Einrichtungen entsprachen denen der anderen Fährschiffe auf dieser Fährstrecke.

## Einsatz als Fähre
Am 1. Juni 1986 nahm die Karl Carstens ihren planmäßigen Dienst zwischen dem Fährbahnhof Puttgarden und Rødby Færge auf. Die neugegründete Deutsche Fährgesellschaft Ostsee mbH (DFO) übernahm das Schiff zusammen mit der Deutschland und der Theodor Heuss am 1. Juli 1993. Erstes sichtbares Zeichen war die Änderung der Schornsteinembleme und am 17. Februar 1994 die Umflaggung von der Bundesdienstflagge zur Bundesflagge.
Nach einer Bestandsaufnahme hatte die DFO beschlossen, in diese Fährschiffe nicht mehr zu investieren. Mit neuen Konzepten und neuen Schiffen wollte man der Zukunft begegnen. Zusammen mit der DSB Rederi wurden 1997 vier moderne Doppelendfähren in Dienst gestellt, die Prins Richard, Prinsesse Benedikte, Schleswig-Holstein und Deutschland. Nach einer kurzen Reaktivierung, bedingt durch den Ausfall der Prinsesse Benedikte, wurde die Karl Carstens am 31. Dezember 1997 endgültig außer Dienst gestellt.

## Umbau
Die Karl Carstens wurde zunächst in Warnemünde und danach in Nakskov und Rødby aufgelegt. Im Jahr 2000 wurde der Name auf Karl verkürzt und das Schiff mehrmals verkauft. Mitte 2006 erreichte die ehemalige Eisenbahnfähre die Viktor-Lenac-Werft in Rijeka, um dort zu einem Bohrschiff umgebaut zu werden. Nachdem der Hauptteil der Aufbauten entfernt und die Unterkünfte ausgebaut waren, gründeten der Besitzer und die Helix Energy Solution Group das Gemeinschaftsunternehmen Kommandor LCC und legten sich auf einen zukünftigen Einsatz als FPSO fest. Zu diesem Zweck wurden ein neuer Rumpf um den bereits vorhandenen gebaut, ein neues Arbeitsdeck zur Aufnahme der zukünftigen Ausrüstung errichtet und die Decksaufbauten für die Unterbringung einer größeren Besatzung erweitert.
Während des Umbaus wurden 4.000 Tonnen Stahl, mehr als 250 Tonnen Rohre und 155 Kilometer Kabel verarbeitet. Die Integration der neuen Systeme in die vorhandenen Räume war dabei die größte Herausforderung. Die vorhandenen sechs MaK-12M282-Dieselgeneratorensätze wurden überholt und für das dynamische Positionieren wurde eine Kombination von insgesamt sieben Rolls-Royce-Propellergondeln und Querstrahlsteueranlagen mit einer Gesamtleistung von 12.000 kW installiert. Der Umbau zur Helix Producer I war das bisher größte Vorhaben der Viktor-Lenac-Werft.
Die Installation der Produktionseinrichtungen erfolgte ab Mai 2009 auf der Kiewit-Werft in Corpus Christi (Texas). Das abkoppelbare Fördersystem ist die herausragende Eigenschaft der Helix Producer I: Bei einem sich nähernden Hurrikan kann die Verbindung schnell gelöst und das Schiff aus dem Gefahrenbereich gebracht werden. Nach dem Sturm kehrt das Schiff zurück, verbindet sich wieder mit dem System und nimmt die Förderung wieder auf. Die Einrichtungen an Bord erlauben die Verarbeitung von täglich 30.000 Barrel Erdöl, 70 MMSCFD (Million Standard Cubic Feet per Day) Erdgas und 50.000 Barrel Wasser.

## Einsatz als FPSO
Das Einsatzgebiet der Helix Producer I ist das Phoenix-Ölfeld im Golf von Mexiko. Im Juni 2010 kündigte BP an, dass das Schiff die Discoverer Enterprise und Toisa Pisces bei der Aufnahme des austretenden Öls an der Deepwater-Horizon-Unglücksstelle unterstützen werde. Mit ihrer Kapazität von 30.000 Barrel konnte die Helix Producer I nahezu die Hälfte des täglich ausströmenden Erdöls aufnehmen und zum Abtransport auf Tanker entladen.